# 平澤慎也
平澤 慎也（ひらさわ しんや、1987年9月9日 - ）は、日本のタレント、経営者。京都府京都市出身。iNDIGO BLUEのリーダー、ボーカル、パフォーマー、プロデューサー。株式会社iNDIGO BLUE代表取締役。

## 生い立ち
1987年（昭和62年）、京都府京都市で生まれる。母子家庭で育つ。小学校時代はいじめを受けていた。京都府立山城高等学校、青山学院大学文学部第二部教育学科を卒業した。高等学校国語教員免許状を取得し卒業。高校時代には所属していた京都府立山城高等学校の水泳部のリーダーとしてフジテレビ主催第二回全国高校ウォーターボーイズ選手権2005に出場し、Aブロック第2位。14歳で、音楽活動を開始。B型。

## 経歴
高校時代よりウォーターボーイズを始め、2005年には京都府立山城高等学校の水泳部のリーダーとしてフジテレビ主催第二回全国高校ウォーターボーイズ選手権2005に出場し、第三位を獲得。2006年高校卒業後にウォーターボーイズで日本全国を横断するグループ「ボーイズシンクロエンターテインメント iNDIGO BLUE」を結成。その後、2012年までに全国各地のプールにて総観客数15万人以上を達成した。
2011年10月に株式会社iNDIGO BLUEを創業、同代表取締役に就任。
2013年1月から、ハダカのオトコのエンターテインメント iNDIGO BLUEとして音楽活動を開始。自身が作詞をつとめた「HOPE」がYouTube検索ランキング「ハダカ」のワードで一位を獲得する。
メンズコスメブランドBULK HOMMEのブランドキャラクター。

### その他
2013年7月、メンズコスメブランドBULK HOMMEのコンセプトムービーに出演。同PVはスミス_(映像作家)が監督を務め、音楽を大沢伸一が制作した。共演はキックボクシング王者の江幡塁、江幡睦、BMX世界チャンピオンでギネス世界記録保持者の池田貴広。
2013年9月、5人組ミクスチャーロックバンドFLOWのシングル「常夏エンドレス」のミュージック・ビデオに出演。同PVはスミス_(映像作家)が監督を務める。

## 出演

### テレビ番組
- 未来シアター（日本テレビ） - 特集
- す・またん（読売テレビ）- iNDIGO BLUEでの出演
- VOICE（毎日放送）- iNDIGO BLUEでの出演
- スーパーニュース（フジテレビ）- iNDIGO BLUEでの出演

### ラジオ番組
- E-ne!〜good for you〜（FMヨコハマ）
- Pallette（レディオ湘南）

### 雑誌
- AERA（朝日新聞出版）- U25特集

### イベント
- 2009年8月7日 渋谷・Shibuya_O-EAST「AGE NIGHT 2009」AGESTOCK2009実行委員会主催 - iNDIGO BLUEとしての出演
- 2011年8月25日 埼玉・西武園ゆうえんち - iNDIGO BLUEとしての出演
- 2013年3月24日 東京・東京体育館「東京体育館リニューアル記念イベント」ティップネス主催 - iNDIGO BLUEとしての出演及びプール開会式司会

### 講演会
- 2011年6月 亜細亜大学
- 2012年4月 神奈川大学
- 2013年10月 兵庫県立大学 - 川上昌直ゼミ講義内

### ミュージック・ビデオ
- FLOW「常夏エンドレス」（2013年）
- BULK HOMME「Keep it REAL.」（2013年）

### 振付監修
- SCANDAL「太陽スキャンダラス」（2012年）